# 長岡薬品
長岡薬品株式会社（ながおかやくひん）は、かつて新潟県長岡市新産2丁目2番地3に本社を置いていた、医薬品・医療機器・関連会社による調剤薬局経営を営む企業である。「東邦薬品」の共創未来グループである。東邦ホールディングス設立により医薬品卸業は新潟市の東邦薬品の子会社「本間東邦」に吸収合併された。

## 概要
- 代表取締役 大野　太
- 資本金 1,500万円
- 創業 昭和43年5月29日
- 従業員数 79名

## 営業所
- 長岡市・新潟市・上越市

## 関連会社・有限会社　キュア (小売・調剤部門として設立された企業)
新潟県全域に店舗を構える企業である

## 店舗
- ファーマーシーみやなが（新潟市中央区笹口3-17　ライフコア笹口）
- さくら薬局（加茂市神明町2丁目7-2）
- さくら町調剤薬局（燕市分水さくら町2丁目5-11）
- ながおか薬局（長岡市神田町3丁目2番地4）
- しんさん薬局（長岡市南七日町30番地9）
- すずらん薬局（長岡市幸町1丁目1番19号）
- はまなす薬局（柏崎市松波2丁目3番29号）
- 川口薬局（北魚沼郡川口町西川口1240）
- 東町調剤薬局（魚沼市小出島1209-31）
- みずき薬局（十日町市上新井1145-5）
- 西区薬局（十日町市本町西1丁目311番地2）